# Humahuaca
Humahuaca (španska izgovarjava: [umaˈwaka]) je majhno mesto v  provinci Jujuy v Argentini. Po popisu prebivalstva iz leta 2001 ima 11.369 prebivalcev in je glavno mesto departmaja Humahuaca. Vključno s predmestji ima približno 15.000 prebivalcev, ki večinoma izvirajo iz avtohtonih prebivalcev Kollas in Omaguacas. Mesto je leta 1591 (oziroma 1594 po drugih virih) ustanovil Juan Ochoa Zárate. Do konca 19. stoletja je bilo pomembno trgovsko središče tako imenovane trgovske poti Alto Perú.
Od leta 2003 ga je UNESCO na pariški konferenci razglasil za svetovno dediščino v sklopu Quebrada de Humahuaca.. Mesto je splošno znano po svoji lokaciji v Quebrada de Humahuaca, vzdolž vzhodne doline osrednjega andskega Altiplana.
V središču vasi je cerkveni stolp z uro, ki je viden z glavnega trga, ki odzvoni ob 12. uri, nato pa se odprejo majhna vrata in izstopi lik sv. Francisca Solana, ki naredi znak križ.

## Toponim
Ime izhaja iz imena naroda prvotnih naseljencev, ki so naselili regijo (Omaguake), čeprav obstaja tudi legenda, ki se nanaša na 'jokajočo glavo' ¡Humahuacac! ¡Humahuacac!.’’. Dr. Horacio Carrillo navaja, da se ime nanaša na kraj pokopa glav ali grobnico uglednih glav.

## Geografija
Mesto se nahaja ob reki Río Grande de Jujuy v soteski Quebrada de Humahuaca na nadmorski višini 2950 metrov. Zaradi velike raznolikosti rud so okoliške gore raznobarvne. Podnebje je puščavsko s poletno kratko deževno sezono. V središču je tržnica. V Museo Arqueológico y Museo Folklórico Regional so prikazani običaji regije, vključno s proizvodnjo čiče, fermentirane koruzne pijače.

## Zgodovina
- 17. in 18. stoletje: pomen mesta Humahuaca se je v 17. stoletju povečeval zaradi njegove strateške lege, dela njegovih enkomenderos in corregidores (magistrov) ter njegovih razsvetljenih župnikov.

Škofje Tucumána so se obvezno ustavili v Humahuaci, na poti do svoje škofije, kanonično obiskali župnijo in pustili modre določbe svojih zapisnikov. Na začetku 18. stoletja je mesto Humahuaca uživalo sijaj in dejavnost, imel je skupno 199 fevdnih Indijancev, ki so obsegali skupaj 1400 ljudi, kar bi s Španci, svobodnimi Indijanci, temnopoltimi, mestici Zambos z vso varnostjo morda doseglo 1600 ljudi.
Humahuaca je veljala za obvezno počivališče in oskrbovalni center in sedež guvernerjev puna.
- XIX. stoletje: Humahuaca je bil izbran za simbolni oltar domovine na severu Argentine, v njem so postavili spomenik neodvisnosti, saj je bilo prizorišče, bastijon, strateška znamenitost, polje najbolj pogumnih podvigov  Guerra gaucha - vojne med milicami in gverilci, izvedena na argentinskem severozahodu, proti kraljevim vojskam med argentinsko vojno za neodvisnost (1810-1824).

Glede na arhiv kapitulacije Jujuyja in druge dokumente je na tleh Humahuaca v obdobju od 1814 do 1821 potekalo 14 bitk med domoljubi in rojalisti. Tako Humahuaca zaseda zanimivo stran v zgodovini Argentine. Legendarni junak in avtor slavne bitke pri Humahuaci je bil polkovnik D. Manuel Eduardo Arias, ki je bil junaški in odločni bojevnik v emancipacijskih bitkah in domovini v Humahuaci podelil nagrado 12. marca.

## Arhitektura
Cerkev Nuestra Señora de la Candelaria je iz leta 1641 in 1. in 2. februarja praznuje svoj zavetniški praznik. V cerkvi so liki Blažene Device in dvanajstih apostolov, ki jih je izrezljal Marcos Sapaca iz Cusco šole.
Mestna hiša (Cabildo de Humahuaca) je bila na pobudo Ernesta Padille odprta 2. februarja 1940. Vsak dan ob 12. uri in ob polnoči se v stolpu mestne hiše odprejo dvojna vrata in San Francisco Solano stopi proti množici, da jih blagoslovi. Potem se spet umakne in vrata se zaprejo. Ura in mehanika prihajajo iz Nürnberga in tehtajo približno 1800 kilogramov.
Spomenik Monumento a los Héroes de la Independencia že od leta 1950 spominja na bitke za neodvisnost proti Špancem in služi kot kulisa za vsakoletni lokalni glasbeni festival Tantanakuy.
Stolp Santa Bárbara (Torre de Santa Bárbara) na bližnjem griču je eden od ostankov španske utrdbe iz 19. stoletja. To je bilo mesto bitke proti perujsko-bolivijski konfederaciji leta 1837.

## Svetovna dediščina
Organizacija Združenih narodov za izobraževanje, znanost in kulturo (UNESCO) je 2. julija 2003 Quebrada de Humahuaca v Parizu razglasila za svetovno dediščino. Med zasedanjem je za andske doline, ki se raztezajo na 155 km na severozahodu Argentine, soglasno glasovalo 21 članov Unescovega odbora za svetovno dediščino, ki je krajino označil za »sistem dediščine izjemnih lastnosti«.
Predstavitev vse dokumentacije, ki je podpirala kandidaturo Quebrade je bila poslana konec januarja 2002 in je bila pripravljena v okviru sporazuma med Zveznim svetom za naložbe (CFI) in provinco Jujuy, podpisanim v juniju 2001 med guvernerjem province Jujuy dr. Eduardom Fellnerjem in generalni sekretar CFI, ing. Juanom José Ciácerom, v mestu San Salvador de Jujuy. Tehnične študije so bile pripravljene s tehnično in finančno pomočjo Sodišča prve stopnje; ta organ je pri organizacijskih vidikih pomagal tudi pri uradnem poslanstvu na Unescov letni kongres.
Quebrada de Humahuaca predstavlja 10.000-letni kulturni načrt potovanja. Po njegovih poteh so hodili staroselci različnih etničnih skupin, ki še danes ohranjajo verska prepričanja, obrede, praznike, umetnost, glasbo in kmetijske tehnike, ki so živa dediščina. S to izjavo se je UNESCO zavzel za podporo izobraževanju in trajnostnemu razvoju območja ter ohranjanju kulture avtohtonih ljudstev.

## Karneval Humahuaca
Karneval Humahuaca je eden najbolj znanih v državi in privablja domače in tuje obiskovalce ter kaže navdušeno ljudsko sodelovanje. Traja osem dni, priprava pa vključuje maske, kostume in obrede.
Številni dejavniki so prispevali k njegovi slavi. Tu so se ohranili najčistejši in najslikovitejši pustni običaji tega območja z avtohtonimi in španskimi spomini, ki mu dajejo svoj značilen, drugačen in skrivnosten pečat.
Veliki akterji karnevala so tako imenovani Comparsas, ki so zadolženi za organizacijo praznovanj v različnih delih mesta, kjer ne manjka hrane, pijače, plesa in poklona Pachamami. Zabave so organizirane na ulicah podnevi in ponoči v lopah ali salonih.

## Cabildo de Humahuaca
Cabildo de Humahuaca – mestna hiša – je bila porušena leta 1934 in po prizadevanjih dr. Padille se je začela gradnja sedanje mestne hiše v raznolikem slogu. Upošteva čisto španske vzorce. V stebrih so živali, zlasti kondorji, roparice, prisotne v andskem pogledu na svet, ker predstavljajo eno od življenjskih načel, zrak, izklesan v peščenjaku Coraya. Svet je bil ustanovljen zaradi prizadevanj dr. Ernesta Padille v Buenos Airesu, dela pa je plačala nacionalna vlada. V tej novi stavbi je delalo približno 12 zaposlenih Humahuaqueños in drugih iz Jujuya. Raznolika kombinacija slogov, ki jih predstavlja, je povzročila različne interpretacije strokovnjakov, vendar je znano, da je slog zaradi uporabe ploščic v enem od stolpov v osnovi neoklasicističen s pomembno kombinacijo drugih, kot je mavrski slog. Uporaba cedrovega lesa za podporo zvonikom jim daje pridih napredne moderne arhitekture.

## Gospodarstvo
Gospodarstvo temelji predvsem na dveh stebrih: rudarstvo v sosednjem rudniku El Aguilar (ker ima velika nahajališča svinca, cinka in celo srebra, s 3980 metri eno najvišjih naselij v državi) in turizem. Na območju je tudi intenzivno kmetijstvo. Brezposelnost v mestu in regiji je velika zaradi globoke rudarske krize. Mesto je kljub turističnemu potencialu eno najrevnejših v državi, vendar se to počasi spreminja zaradi hitre rasti tega gospodarskega sektorja.